# Барбара Віндзор
Барбара Енн Дікс, відома як Барбара Віндзор (англ. Barbara Windsor; (6 серпня 1937 , Shoreditchd, Великий Лондон  — 10 грудня 2020 , Лондон )) — англійська акторка театру, кіно і телебачення. Кавалерка Ордена Британської імперії. Глядачеві найбільш відома за ролями у серії фільмів «Так тримати…» і в мильній опері «Мешканці Іст-Енду».

## Біографія
Барбара Енн Дікс народилася 6 серпня 1937 року в районі Шордитч, боро Гекні у Лондоні. Батько — Чарлі Елліс Дікс, працював у доках, мати — Роуз Елліс, кравчинею. По батьківській лінії: дід — Джек Дікс, був костермонгером, бабуся — «Товста Нен», у молодості була акторкою театру «Британніа», а потім працювала на заводі. Прабабуся Барбари, Емілі Евін, володіла кількома пабами. Коріння материнської лінії Барбари започатковується в ірландському Корку, її предки прибули до Англії між 1846 і 1851 роками, рятуючись від великого голоду в Ірландії. Барбара була єдиною дитиною в сім'ї.
Здавши іспит «11+», вступила до старшої школи англ. Our Lady's Convent RC High School, потім до Театральної школи Ейди Фостер, і вже в 1952 році, у 15-річному віці, Барбара вперше з'явилася на підмостках театрів Вест-Енду, де співала в хорі мюзиклу Love From Judy. Через два роки 17-річна Барбара дебютувала на кіноекрані: виконала роль безіменної школярки у фільмі «Красуні з Сент-Трініан». На зйомках цього фільму Барбара познайомилася з акторкою Джоан Сімс, яка була на сім років старшою і вже мала у своєму акторському доробку кілька фільмів. Жінки багато знімалися разом і дружили все життя до самої смерті Сімс у 2001 році: їх об'єднувало небажання заводити дітей і надто суворі батьки. Коли збідніла Сімс померла в маленькій квартирі, саме Віндзор домоглася можливості встановити пам'ятну табличку на будинок на Такері-стріт у Кенсінгтоні, де останні роки жила і померла її подруга. Вперше на телеекранах Барбара з'явилася в 1961 році, знявшись в одному епізоді серіалу-антології «Театр у кріслі».
У липні 2012 року Барбара стала меценаткою Фонду Емі Вайнгауз, з якої, як з'ясувалося після смерті Вайнгауз, її пов'язувала «таємна дружба».
Політично підтримувала британську консервативну партію.
У квітні 2014 року у акторки діагностували хворобу Альцгеймера, про що широкій громадськості було оголошено в травні 2018 року. У серпні 2019 року вона з чоловіком стали послами «Товариства Альцгеймера». У серпні 2020 року Віндзор переїхала до будинку престарілих в Лондоні, де вона і померла 10 грудня того ж року.

### «Так тримати…»
З 1964 по 1974 рік Барбара Віндзор знялася в дев'яти повнометражних фільмах серії «Так тримати…» (інший переклад «Тримайся…»), де вона грала «дівчат гарних часів». Крім того, вона з'являлася в тій же ролі в різних телевізійних адаптаціях і компіляціях фільмів цієї серії до 1979 року, а з 1973 по 1975 рік брала участь у театральному ревю «Так тримати, Лондон!» у театрах Вест-Енду, де колись почала свою кар'єру. У 1975 році Віндзор здійснила турне Великою Британією, Новою Зеландією і ПАР з власним шоу «Так тримати, Барбара!» в результаті цього вона багато років асоціювалась у глядачів тільки з фільмами цієї серії, що принесло їй деякі проблеми в підборі інших ролей.

### «Жителі Іст-Енду»
Продюсери, які запустили в 1985 році телесеріал «Мешканці Іст-Енду», заявили, що хочуть бачити у ролях тільки невідомих акторів. Саме тому Віндзор було відмовлено, хоча вона, як уродженка Іст-Енду, дуже хотіла знятися у цій мильній опері. У 1994 році політика серіалу була змінена, і Барбара нарешті змогла отримати роль у Мешканців…" персонажем стала Пеггі Мітчелл (у 1991 році в кількох епізодах її зіграла акторка Джо Верн), власниця пабу. Цей персонаж став одним з основних, і Віндзор вправно грала свою героїню протягом дев'яти років, до 2003 року.
З 2003 по 2005 роки Віндзор важко хворіла (вірус Епштейна — Барра), тому через два роки Пеггі з'явилася в серіалі всього двічі у вересні 2004 року, коли у акторки було поліпшення. В 2005 році, одразу після повного одужання, Барбара повернулася в серіал. У жовтні 2009 року вона заявила, що залишає серіал у вересні 2010 року, бо хоче більше часу приділяти чоловікові. Віндзор стримала своє слово: в епізоді від 10 вересня 2010 року паб «Королева Вікторія» на Площі Альберта згорів, і його багаторічна господиня Пеггі Мітчелл зникла з серіалу. Втім, Віндзор ще двічі мимохіть з'являлася в серіалі в ролі своєї героїні: один раз у вересні 2013 року і один раз у вересні 2014. Також вона обіцяла ще один раз з'явитися в «Мешканцях…» у 2015 році на честь 30-річчя серіалу.
У липні 2006 року в ефір вийшов епізод «Армія привидів» телесеріалу «Лікар Хто». Там є маленька сценка, в якій Пеггі Мітчелл виганяє примари Дена Вотса (якого замінили на примари з «Доктора Хто») зі свого пабу.

### Особисте життя
Барбара Віндзор одружувалась тричі:
1. Ронні Найт, член злочинного угруповання Близнюків Крей — з 2 березня 1964 року по січень 1985 року. Розлучення.
2. Стівен Голлінгс, актор — з 12 квітня 1986 по 1995 рік. Весілля відбулося на Ямайці. Розлучення. Стівен молодше своєї дружини на 20 років[15].
3. Скотт Мітчелл, колишній актор і консультант з вербуванню — з 8 квітня 2000 року по 10 грудня 2020 року (смерть дружини). Скотт був молодший від своєї дружини на 26 років[16].

Відомо, що до свого першого шлюбу Віндзор мала випадковий секс з відомим злочинцем Реджі Креєм. У 1960-х роках вона деякий час мала стосунки з відомим футболістом Джорджем Бестом. Також Віндзор ніколи не приховувала своїх любовних відносин з актором Сідом Джеймсом і музикантом Морісом Гіббом.
У своїй автобіографії «Все про мене: Моє незвичайне життя» (2000) Віндзор розповідає про свої п'ять абортів, причому перші три вона зробила у віці до 21 року, а п'ятий — коли їй було 42. Вона зізнається, що ніколи не хотіла мати дітей, списуючи це на психологічні наслідки поганих відносин з батьком. Далі в тій же книзі вона стверджує, що загалом у неї було більше ста коханців.

## Вибрані роботи

### Театр
З 1952 по 2011 роки Барбара Віндзор з'явилася у більш ніж півсотні постановок. Найбільш відомі:
- 1965 — О, що за чудова війна![en] / Oh, What a Lovely War!  — другорядні персонажі (Broadway)
- 1965 — англ. Twang!! — Делфіна («Палац»[en] і «Шафтсбері»[en], реж. Джоан Літлвуд)
- 1972 — Тригрошова опера / The Threepenny Opera (Вест-Енд, реж. Тоні Річардсон)
- 1975 — Дванадцята ніч / Twelfth Night — Марія, фрейліна («Чічестер Фестівал»[en])
- 1981 — Розважаючи містера Слоуна[en] / Entertaining Mr Слоун — Кет, домовласниця-німфоманка («Лірик»[en], реж. Кеннет Вільямс[en]). У 1993 році — тур країною.

### Широкий екран
- 1954 — Красоуні з Сент-Трініан[en] / The Belles of St Trinian's — школярка (в титрах не вказана)
- 1959 — ? / англ. Make Mine a Million — оператор пульта керування
- 1960 — Занадто ризиковано[en] (Легко обпектися) / Too Hot to Handle — «Хвостик поні»
- 1961 — Полум'я на вулицях[en] / Flame in the Streets — подружка (в титрах не вказана)
- 1961 — Шахраї[en] / On the скрипка некваліфікована робітниця — Мевіс
- 1963 — Горобці не співають[en] / Sparrers can't Sing — Меггі Гудінг
- 1964 — Так тримати, шпигун[en] / Carry on Spying — Дафна Ханібатт, секретний агент
- 1964 — Шахраї в монастирі[en] / Crooks in Cloisters — Бікіні
- 1965 — Шерлок Холмс: Етюд в кошмарних тонах[en] (Вивчення терору) / A Study in Terror — Енні Чапмен[en], жертва Джека-різника
- 1967 — Так тримати, лікар[en] / Carry On Doctor — медсестра Сандра Мей
- 1968 — Чих-Чих-Бум-Бум / Chitty Chitty Bang Bang — блондинка
- 1969 — Так тримати… Кемпінг[en] / Carry On Camping — Бебс
- 1969 — Так тримати знову, лікар[en] / Carry On Again Doctor — Голді Локс, вона ж Мод Боггінс, фотомодель
- 1971 — Так тримати, Генріх[en] / Carry On Henry — Беттіна
- 1971 — Приятель / The Boy Friend — Рози / Гортензія
- 1972 — Так тримати, медсестра[en] / Carry On Matron — медсестра Сьюзан Болл
- 1972 — Так тримати… За кордоном[en] / Carry On Abroad — Седі Томкінс
- 1973 — Не зараз, милий[en] / Not Now, Darling — Сью Лоусон
- 1973 — Так тримати, дівчатка[en] / Carry On Girls — Хоуп Спрінгс
- 1974 — Так тримати, Дік[en] / Carry On Dick — Гаррієт
- 1986 — Товариші[en] / Comrades — місіс Уэтем
- 1987 — Це не могло статися тут[en] / It couldn't Happen Here — домовласниця на узбережжі / мати Нілу
- 2010 — Аліса у Дивокраї / Alice in Wonderland — Соня
- 2016 — Аліса в Задзеркаллі / Alice in Wonderland: Through the Looking Glass — Соня

### Телебачення
- 1961—1963 — Торгівля Реєа[en] / The Rag Trade — Глорія (в 15-ти епізодах)
- 1964, 1968, 1970 — Театр комедії[en] / Comedy Playhouse — різні ролі (в 3-х епізодах)
- 1975 — Продовжуємо сміятися[en] / Carry On Laughing — різні ролі (у 8-ми епізодах)
- 1980 — Ворцель Гаммідж[en] / Worzel Gummidge — Сосі Ненсі (у 4-х епізодах)
- 1989 — Норберт Сміт: Життя[en] / Norbert Smith: A Life — лідер «Жінок Гринема»
- 1994—2010, 2013, 2014 — Мешканці Іст-Енду / EastEnders — Пеггі Мітчелл[en] (в 1552-ти епізодах)
- 2006 — Доктор Хто / Doctor Who — Пеггі Мітчелл[en] (в епізоді «Армія привидів»)

### Інші роботи
- 2010 — Аліса в Країні чудес (комп'ютерна гра) — Соня (озвучування)

## Нагороди, номінації, визнання
- 1964 — BAFTA в категорії «Найкраща британська акторка» за роль у фільмі «Горобці не співають»[en] — номінація.
- 1965[en] — «Тоні» в категорії «Найкраща акторка другого плану в мюзиклі» за роль у мюзиклі «О, що за чудова війна!»[en] — номінація.
- 1999 — Британская «мыльная» награда[en] в категорії «Найкраща акторка» за роль у мильній опері «Мешканці Іст-Енду» — перемога.
- 1999 — Британська «мильна» нагорода в категорії «Найкращий драматичний виступ» за роль у мильній опері «Мешканці Іст-Енду» — номінація.
- 2000[en] — Орден Британської імперії.
- 2000 — Воскова фігура в музеї мадам Тюссо — перша зірка мильної опери, удостоєна такої честі[6].
- 2006 — Британська «мильна» нагорода в категорії «Найкраща сюжетна лінія» за роль у мильній опері «Жителі Іст-Енду» — номінація.
- 2009 — Британська «мильна» нагорода в категорії «Довічна нагорода за досягнення» за роль у мильній опері «Жителі Іст-Енду»[20].
- 2010 — почесне визнання «Свобода міста» від Лондона[21].
- 2010 — увічнена на пам'ятній табличці при посадці дерев у Вестмінстері (Лондон)[22].
- 2014 — ступінь «Почесний доктор» від Університету Східного Лондона[23].